# Calycophysum spectabile
Calycophysum spectabile är en gurkväxtart som först beskrevs av Célestin Alfred Cogniaux, och fick sitt nu gällande namn av Charles Jeffrey och Trujillo. Calycophysum spectabile ingår i släktet Calycophysum och familjen gurkväxter. Inga underarter finns listade i Catalogue of Life.